# Cinque matti al servizio di leva
Cinque matti al servizio di leva (Les bidasses en folie) è un film del 1971 diretto da Claude Zidi. Jacques Dufilho interpreta la parte dell'Ufficiale dell'Esercito Francese della caserma, alla maniera del Colonnello Buttiglione dell'Esercito Italiano che porterà sugli schermi successivamente.
Il film ha avuto un seguito tre anni dopo: Cinque matti vanno in guerra. Solo Luis Rego (che nel frattempo lasciò il gruppo) non riprese più il suo ruolo mentre Jacques Seiler reincarnò il sergente Bellec.

## Trama
Jean, Phil, Jean-Guy e Louis vogliono mettere su un complesso e si rivolgono al loro amico Gerard, venditore di auto usate dal quale comprano una macchina per raggiungere il terreno di uno zio di Jean-Guy. Mettono quindi in piedi una sala prove dove poter far rumore senza dare fastidio a nessuno; al quartetto si unisce lo stesso Gerard.
Messa in piedi la nuova sede i cinque amici vogliono iscriversi alla finale del concorso regionale di musica pop, e a tale scopo si recano nel negozio di strumenti musicali di Crema, dove oltre a ritirare i moduli di iscrizione dovrebbero rifornirsi degli strumenti necessari. Poiché la cifra di acquisto è troppo alta i ragazzi, rifiutata per orgoglio la proposta di prendere il materiale a nolo, decidono di cercarsi un lavoro. Si fanno assumere come netturbini ma con esito tutt'altro che felice tra immondizia seminata per la strada e nell'automobile di un colonnello. Anche per la tendenza di Gerard a fare il capo ed evitare la fatica si licenziano e decidono di trovare ognuno un proprio lavoro. Jean va a lavorare in una pompa di benzina. Louis va a fare il postino ma si stanca presto di camminare per tutta la città. Gerard va a fare il camionista ma si fa licenziare dopo un litigio stradale col suo principale. Rimasto senza fare niente invita Crema a pranzo ma la porta in un ristorante dove hanno trovato lavoro Phil e Jean-Guy.
Visti i risultati Crema torna alla sua proposta, fornisce loro gratuitamente tutto quanto serve ad un complesso in cambio di un contratto in esclusiva, e li fa partecipare al concorso regionale. Mentre i ragazzi aspettano di esibirsi Crema trova un tecnico infatuato di lei che gli confessa che il concorso è truccato e si è già stabilito chi deve vincere. Approfittando dell'infatuazione lo distrae quel tanto che basta a fargli credere che si sia esibito il complesso che deve vincere, favorendo la (contestata) vittoria del suo complesso. Il giorno seguente, mentre fanno i programmi per ulteriori esibizioni due agenti portano loro la chiamata alle armi, cui sono giocoforza costretti a rispondere.
In caserma trovano il colonnello cui avevano riempito la macchina di immondizia. Tentando di farsi riformare per incapacità riescono a guadagnarsi cinque giorni di cella di rigore appena entrati, dopodiché vengono affidati al sergente Bellec, che non li può tuttavia rapare a zero perché il colonnello ha una reminiscenza e vuole ricordare dove ha visto Gerard, cosa che lo tormenta ogni volta che se lo trova davanti.
Nonostante il sergente ce la metta tutta i risultati dell'addestramento sono disastrosi, intanto arriva una lettera da Crema che conferma la loro iscrizione ad un importante concorso. Per filarsela pensano bene di approfittare delle grandi manovre, dalle quali si defilano però troppo tardi, a concorso ormai finito. Tornati in cella di rigore il colonnello, che nel frattempo si è ricordato di Gerard, decide di esonerarli dal servizio per non rovinarsi gli ultimi sei mesi prima della pensione, tenendosi però lo stesso Gerard quale attendente. Dopo essere usciti, però, i ragazzi decidono di tornare indietro e di voler terminare la ferma perché, dicono, si sono affezionati sia al colonnello che al sergente.